# 春木開
春木開（はるき かい、1988年6月28日-)は、日本の経営者、インフルエンサー。SNSを中心に「ポジティブ足りない」というワードで知られ、ポジティブスーパースターという異名で親しまれている。現在のSNS総フォロワー数は200万人を超える。

## 初期の人生と教育
岡山県出身。父親の手取りは14万円で、母親は専業主婦。食費は1日1,000円の制限があり、裕福とは言えない環境であった。子供の頃、ペットを欲しがった際には用水路でザリガニを釣る経験を持つ。高校は地元の進学校、岡山芳泉高校に通う。高校ではアルバイトが禁止されていたが、時給650円でセブンイレブンでアルバイトを経験。学業成績は低く、父親との関係も悪化し、最終的には別居することとなる。この経験を経て、「お金が全てではないが、全てにお金がかかる時代」との認識を持ち、経営者を目指すことを決意。経済的な理由から国立の神戸大学経営学部を志望。毎日20時間以上の勉強を経て、学年最下位の学力から見事に神戸大学経営学部に進学した。

## 大学時代
大学入学後、居酒屋でのアルバイトを続けていた際、ある日終電を逃し、その帰路中にスーツ姿の男性から声をかけられ、スカウトの世界に足を踏み入れる。

## 事業展開
大学を中退して起業を決意。22歳の時にネイルサロンを大阪で開業。
その後スワロフスキーショップ『Radiant』を全国に10店舗を展開。さらに、高級スパ『EXE SPA』や大型レストランバー『LuxRia』イベント事業『WhiteParty』、シャンパン事業『Dragon&Tiger』など様々な事業を展開し
現在は美容クリニック
『HAAB BEAUTY CLINIC』を全国5院プロデュース、東京赤坂にパーソナルジム、「LUX GYM」アパレルブランド『iris』を発足させ様々な事業展開に努める。

## SNSとの関わり
SNSのビジネスポテンシャルを早くから認識し、インスタグラムなどのSNSに力を入れるようになる。特に「ルクスリア東京店」のオープン時には、SNSを駆使して多くの応募と来客を集めることに成功。その後、オンラインサロン「KAISALON」を開設し、会員数は650名を超える。

## 著書と現在の活動
- 2020年5月には、初の著書『職業、春木開』を出版し、Amazonランキングで3冠を獲得。 2022年KADOKAWAより『ポジティブが足りない！』を出版。2023年には『ポジティブ3.0』『no positive no life』2冊同時出版が決まっている。

## 出演

### バラエティ
- 有吉ジャポン - キャバ王として出演
- 任意同行願えますか？ - オンラインサロン主宰者として出演
- KSBスーパーJチャンネル - 経営者として出演
- ヒロミ・指原の“恋のお世話始めました”  - 実業家/YouTuberとして出演
- 街録ch〜あなたの人生、教えて下さい〜